# 李禹煥

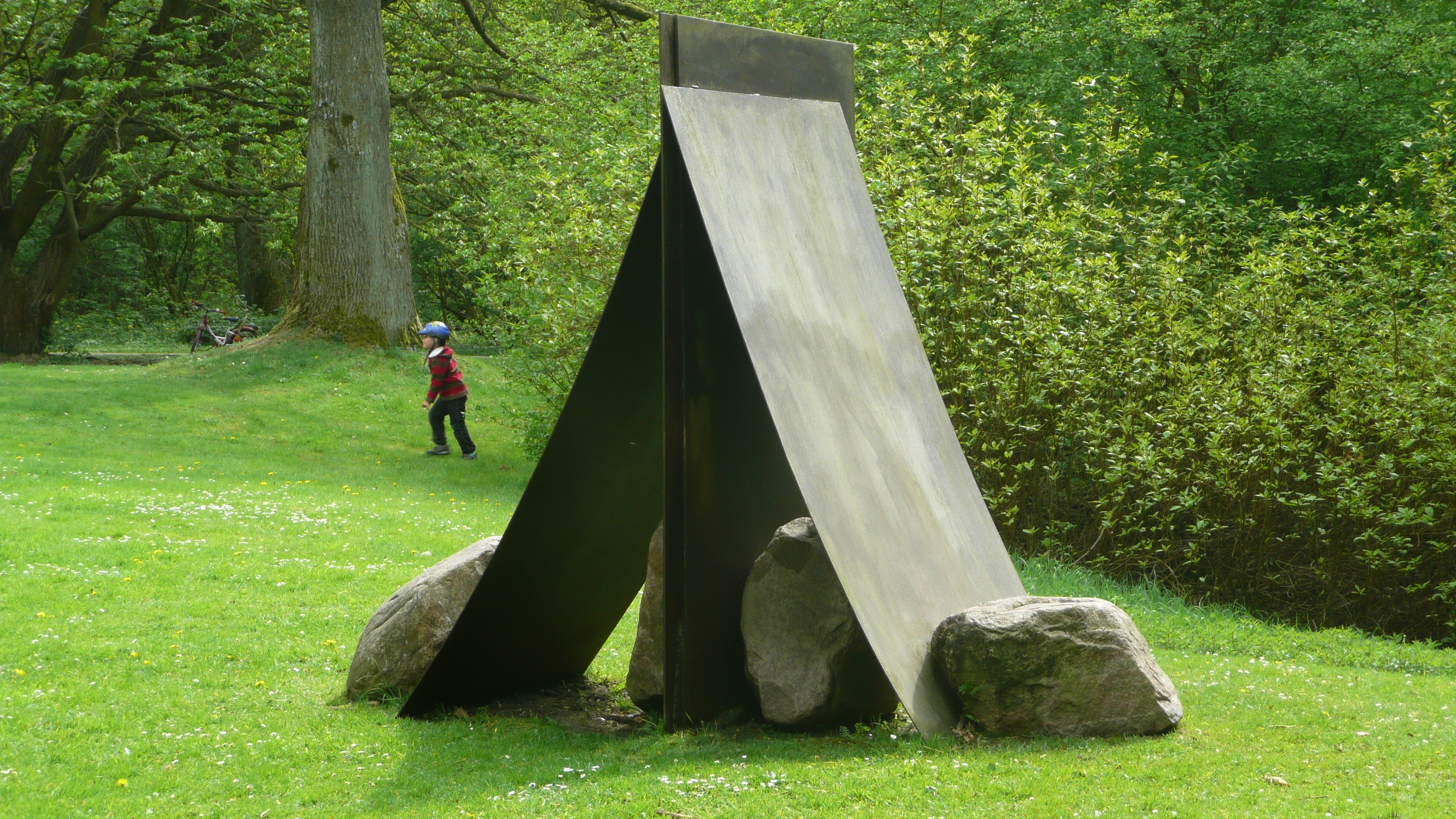
ドイツのボーフムにある『4つの石と4つの鉄』（1978年）

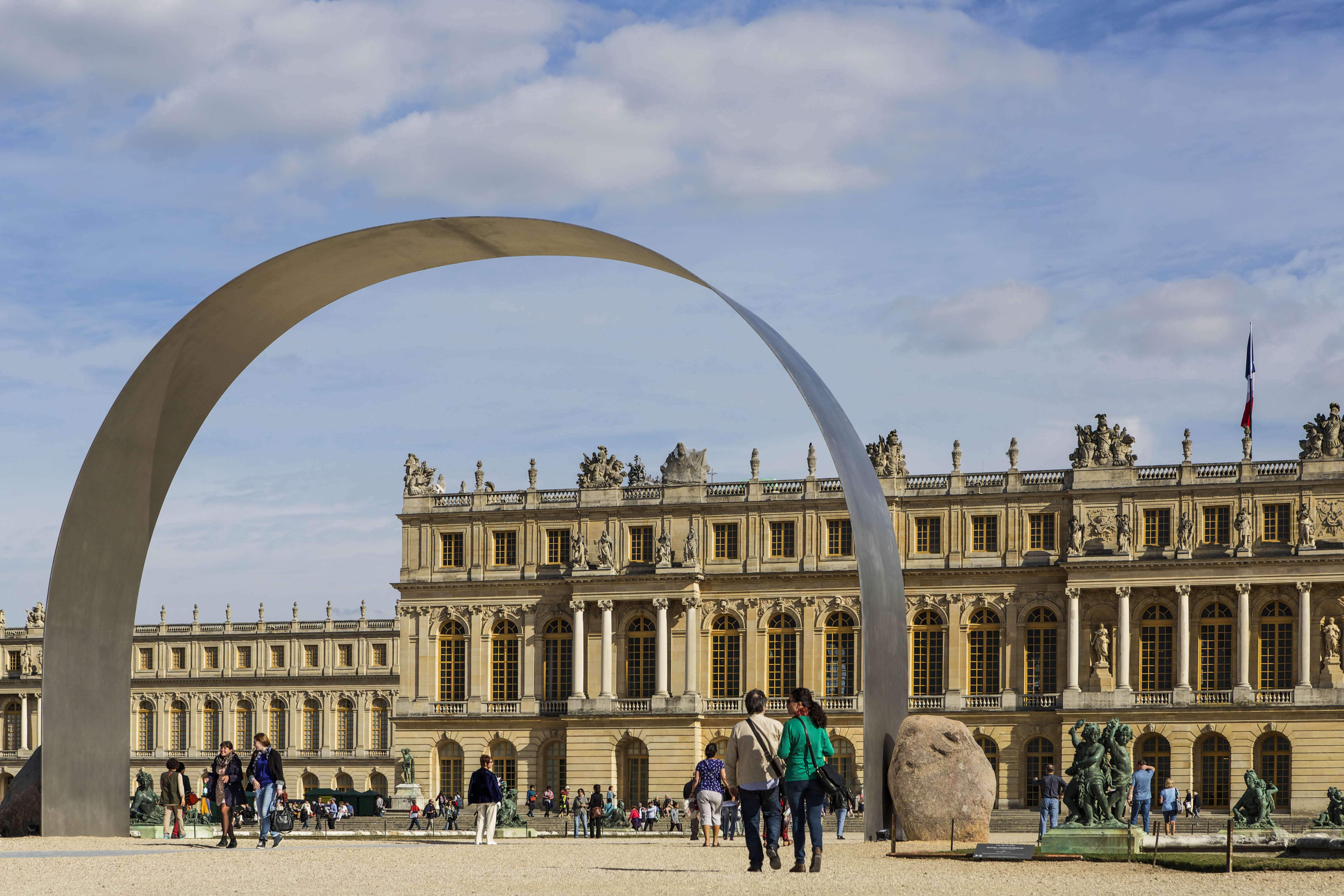
ヴェルサイユ宮殿での展示風景（2014年）

李 禹煥（リ・ウファン、朝: 이우환、1936年 -）は、大韓民国慶尚南道に生まれ、日本を拠点に世界的に活動している美術家。多摩美術大学名誉教授。本貫は仁川李氏。

## 人物

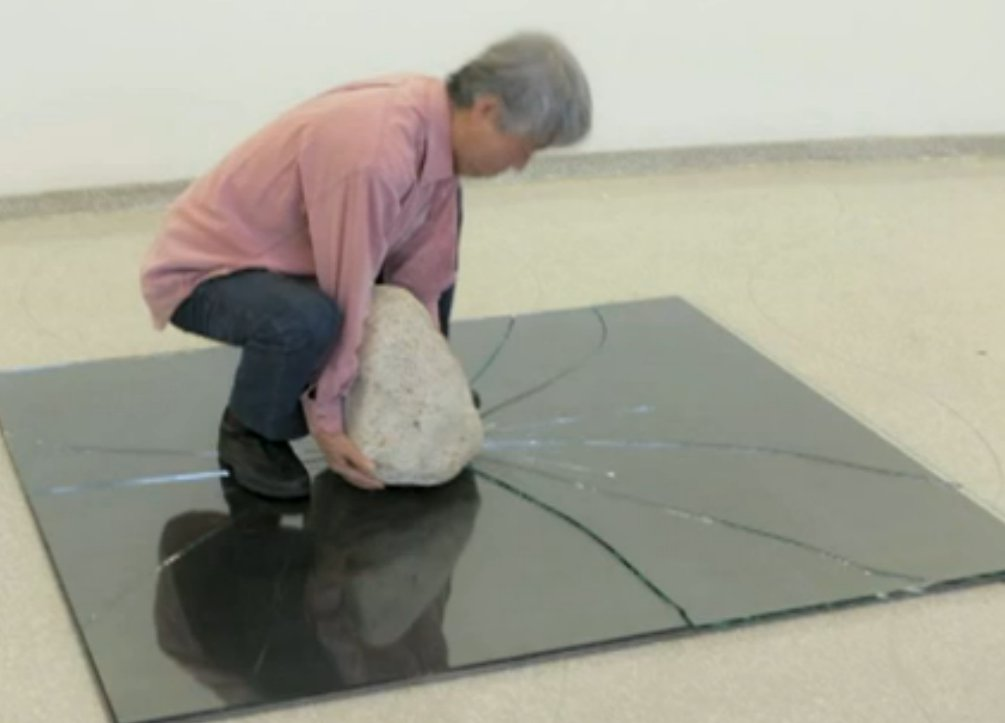
ソロモン・R・グッゲンハイム美術館で彫刻品を設置している李禹煥

日本の現代美術の大きな動向(アート・ムーブメント、芸術運動)である「もの派」を理論的に主導したことで有名である。個展および国際展への出品多数。代表作は『点より』『線より』シリーズ。
直島に安藤忠雄とのコラボレーションによる李禹煥美術館を開館。釜山市立美術館敷地に「李禹煥ギャラリー（Space LeeUFan）」を開設している。
また、1970年代韓国人アーティスト達によって創られた「単色画」というモノクローム・ペインティング（単色抽象絵画）での平面作品でも知られている｡

## 来歴
- 1956年、ソウル大学校美術大学を中退後、来日。
- 1961年、日本大学文理学部哲学科を卒業。
- 1969年、「事物から存在へ」が美術出版社・芸術評論募集に入賞。
- 1971年、評論集『出会いを求めて』（田畑書店）を出版、国内外の美術界に影響を与える。
- 2010年、香川県直島町に初の個人美術館である李禹煥美術館が開館。
- 2015年、韓国・釜山の釜山市立美術館敷地内に2館目の個人美術館李禹煥ギャラリー（Space LeeUFan）を開館。
- 2022年4月15日、フランス・アルルに3館目の個人美術館「Lee Ufan Arles」を開館[5]。
- 2022年8月10日から大規模回顧展「国立新美術館開館15周年記念　李禹煥」展 開催[6]。その後、同年12月13日から特別展「兵庫県立美術館開館20周年記念　李禹煥」展へと巡回した[7]。

## 受賞歴
- 1977年 第13回現代日本美術展 東京国立近代美術鑑賞
- 1979年 第11回東京国際版画ビエンナーレ 京都国立近代美術館賞、第1回ヘンリー・ムーア大賞展 優秀賞
- 1993年 第14回日本文化デザイン賞
- 2001年 高松宮殿下記念世界文化賞 絵画部門賞、湖巌賞 芸術部門賞
- 2002年 上海ビエンナーレ ユネスコ賞
- 2006年 第47回毎日芸術賞

## 叙勲歴
- 1990年、韓国花冠文化勲章
- 1991年、フランス芸術文化勲章シュヴァリエ
- 2002年、紫綬褒章[8]
- 2007年、フランスレジオンドヌール勲章
- 2009年、旭日小綬章
- 2013年、韓国金冠文化勲章

## もの派
ミニマリストの画家、彫刻家、哲学者であり、その作品群は、素材性、制作過程、場所との関係、そして現象学的な鑑賞体験への徹底した注視により国際的に高く評価されている。彼の芸術は、特に西洋現象学に基づいた欧米の美学的枠組みに対する批判的検討を試みている。
彼の論文『関根伸夫論』は、1960年代後半から1970年代初頭にかけての日本の戦後の美術運動「もの派（Mono-ha、モノ派）」の思想的起点のひとつと広く見なされている。
1969年以降に次々と発表された彼の著作では、西洋、特に西ヨーロッパやアメリカの思想・感性と、東アジアに見られるそれらとの接点を外在化しようとする試みがなされており、多くの評論家は記号化という西洋的な考え方からの脱却、またはそれへの反論を志向するという発言に注目している。
彼の作品や理論は、1960年代の戦後日本社会におけるヨーロッパ中心的思想に対する処方箋として、西洋化と近代化からの脱却という方法論を提唱した。自らを「放浪者」と呼び、生涯を通じて文化的境界を越え続け、日本の鎌倉とフランス・パリを拠点に活動している。

## 著書
- 『出会いを求めて—現代美術の始源』　美術出版社、2000年。ISBN 4568201632
- 『余白の芸術』 みすず書房、2000年。ISBN 4622044234
- 『時の震え』 みすず書房、2004年。ISBN 4622071177
- 『両義の表現』みすず書房、2021年。ISBN 978-4-622-09014-4

## 画集
- 『LEE U FAN』(1986年　美術出版社)
- 『LEE UFAN』(1993年　都市出版)
- 『李禹煥全版画 1970-1998』(1998年　中央公論美術出版)